# Emiliano Vecchio
Emiliano Gabriel Vecchio (ur. 16 listopada 1988 w Rosario) – argentyński piłkarz pochodzenia włoskiego występujący na pozycji ofensywnego pomocnika, od 2025 roku zawodnik Defensores de Belgrano.